# Kalervo Nissilä
Kalervo Nissilä (11 de junio de 1913 – 30 de marzo de 1997) fue un actor y director finlandés.

## Biografía
Su nombre completo era Kaino Kalervo Nissilä, y nació en Kälviä, antiguo municipio que en la actualidad forma parte de Kokkola, Finlandia, siendo sus padres Matti E. Nissilä y Ellen Maunumäki. 
Inició su carrera como actor teatral en el Kaupunginteatteri de Kokkola en 1938, dirigiendo el teatro sucesor, el Yhteisteatteri-Maakuntateatteri, en 1948 y 1949. En 1946 actuó en el Työväen de Kokkola, y entre 1949 y 1952 fue actor y director en el Kaupunginteatteri de Vaasa. Fue actor desde 1952 a 1955 en el Teatro de Tampere, donde debutó con el papel de Petruchio en La fierecilla domada, de Shakespeare. Fue muy elogiado su trabajo, considerando que llenaba el vacío dejado por el actor Holger Salin.
A principios de 1955 fue nombrado director adjunto del Työväen Teatteri de Tampere, pasando a dirigir el Teatro de Tampere entre 1959 y 1963. Allí dirigió la obra de Erich Maria Remarque Viimeinen asema. Como actor, fue aclamada su interpretación del mayor Cornelius Melody en A Touch of the Poet, de Eugene O'Neill
Nissilä fue también director entre 1963 y 1968 del Kaupunginteatteri de Turku. Desde 1968 a 1970 fue director del Kaupunginteatteri de Lahti, entre 1970 y 1973 del Kaupunginteatteri de Kotka, y de 1973 a 1978 del Kaupunginteatteri de Joensuu. Nissilä se jubiló finalmente el 1 de agosto de 1978.
Como actor cinematográfico, Nissilä es recordado por su papel principal en la película de aventuras Sadan miekan mies (1951), trabajo que le valió el apodo de ”Errol Flynn finlandés”. Hizo también el papel principal, el de cosaco Kuisma en la cinta de 1951 Kuisma ja Helinä, y al siguiente año protagonizó  Valkoinen peura. 
Nissilä actuó también como cantante, participando en 1947 en un concierto en el Conservatorio de Kokkola junto a Vera Froloff.
Kalervo Nissilä falleció en el año 1997. Había estado casado con Asta Maria Lantz desde 1937, teniendo la pareja cuatro hijos: Kullervo (1938), Anna-Liisa (1941), Kimmo (1942) y Ulla-Greta (1948).

## Filmografía (selección)
- 1950 : Härmästä poikia kymmenen
- 1951 : Sadan miekan mies
- 1951 : Kuisma ja Helinä
- 1952 : Valkoinen peura
- 1962 : Yksityisalue
- 1962 : Naiset, jotka minulle annoit
- 1963 : Villin Pohjolan kulta
- 1966 : Rakkaus alkaa aamuyöstä